# Mus musculoides
Mus musculoides är en art i familjen råttdjur och en av världens minsta gnagare. Artens status är omstridd, ibland räknas den som underart till Mus minutoides och båda arter kallas på svenska afrikansk dvärgmus eller afrikansk pygmémus. Denna mus hölls även som sällskapsdjur.

## Kännetecken
Afrikansk pygmémus når en kroppslängd (huvud och bål) av 5,5 till 7 centimeter och därtill kommer en 3,2 till 5,5 centimeter lång svans. Vikten ligger vid 6,5 till 10,3 gram. Kroppen är på ovansidan rödbrun till gulbrun och på undersidan vitaktig. På svansen finns synliga ringar av fjäll och några få hår. Den är liksom kroppen brun på ovansidan och vit på undersidan.

## Utbredning
Artens naturliga levnadsområde ligger i Sydafrika, Zimbabwe och Moçambique. Habitatet utgörs främst av busk- och stäpplandskap. Djuret finns även i närheten av människans boplatser där musen är ett skadedjur för sädesväxter. I skogsområden hittas den bara vid större gläntor. Arten förekommer alltid i närheten av vattenansamlingar.

## Levnadssätt
Afrikansk pygmémus lever i grupper eller familjeförband. Enligt vissa forskare skapar de större gångsystem under grästäcket.
De är huvudsakligen aktiva på gryningen och natten. Boet som liknar en tekopp i formen byggs av gräs och göms under bråte eller i jordhålor. Arten äter olika växtdelar som frön, gräs, stjälkar och frukter.
Musen kan para sig över hela året och parningen är inte bunden till särskilda årstider eller regntider. Per kull födas vanligen två ungar (ibland upp till 6) och medellivslängden ligger vid minst ett år. Dräktigheten varar i 22 till 24 dagar och ungarna är vid födelsen nakna, blind, döv och saknar pigment. Efter cirka åtta dagar växer de första hår och efter ungefär 14 dagar öppnas ögonen för första gången. Pälsen är efter 16 till 18 dagar färdig och har en gråaktig färg. Färgen skiftar sedan till brun. När ungdjuren är cirka 24 dagar gamla sluter honan att ge di. Könsmognaden infaller efter 10 till 12 veckor.
Mus musculoides är ett viktigt bytesdjur för tornugglan samt för andra ugglor.

## Mus musculoidessom sällskapsdjur
På grund av att arten är ett flockdjur hålls flera individer i samma terrarium. Hannarna är mindre aggressiva mot varandra när det finns tillräckligt många honor. Med nybildade grupper förekommer vanligen inga problem men det är svårt att tillsätta individer efter att gruppens medlemmar blev vana med varandra.
På grund av djurets mindre storlek är det svårt hålla musen mellan fingrarna utan att skada den. De flesta ägare griper musen vid svansen kort bakom kroppen.